# متحف برج الساعة
متحف برج الساعة هو متحف فلكي يقع في شرفة برج الساعة، بمكة المكرمة، وتقوم على تشغيله مؤسسة محمد بن سلمان بن عبدالعزيز "مسك الخيرية"، وافتتح في رمضان 1440هـ.

## مكونات المتحف
يتكون المتحف من أربعة أدوار، إضافة إلى الشرفة التي تطل على المسجد الحرام:

### الدور الأول
مخصص لعرض ما يتعلق بساعة مكة، من حيث الإنشاء والخصائص والتقنيات المستخدمة لتحديد الوقت.

### الدور الثاني
لكل ما يتعلق بقياس الوقت وابتكارات الإنسان عبر التاريخ وتوثيق محاولاته لمعرفة الوقت.

### الدور الثالث
مخصص للشمس والأرض والقمر وما يتعلق بها من خلال استقبال صور وفيديوهات عبر الأقمار الصناعية.

### الدور الرابع
للاطلاع على ما يتعلق بالكون عموما، ومن ذلك النجوم والأبراج، والعناقيد المجرية، والكواكب، والظواهر الفلكية، وغيرها.